# Supercoppa italiana 2024
La Supercoppa italiana 2024, denominata EA SPORTS FC Supercup per ragioni di sponsorizzazione, è stata la 37ª edizione della competizione e si è disputata in Arabia Saudita dal 2 al 6 gennaio 2025.
È stata la seconda volta che si è svolta con il formato della final four, che ha previsto la disputa di semifinali e finale. A partecipare sono state l'Inter, vincitrice della Serie A 2023-2024, la Juventus, vincitrice della Coppa Italia 2023-2024, il Milan, secondo classificato della Serie A, e l'Atalanta, finalista della Coppa Italia.
Il torneo è stato vinto dal Milan, che, giunto all'ottavo successo nella competizione, in finale ha sconfitto l'Inter con il punteggio di 3-2. I rossoneri hanno eguagliato i nerazzurri nell'albo d'oro del torneo e sono diventati la prima squadra ad aver trionfato nella competizione in qualità di seconda classificata in campionato.

## Partecipanti
Per la seconda volta hanno partecipato alla competizione, oltre alle vincitrici della Serie A e della Coppa Italia, anche la seconda classificata della Serie A e la finalista della Coppa Italia. Nel caso in cui la vincitrice oppure la seconda classificata della Serie A fossero corrisposte a una o ad entrambe le finaliste della Coppa Italia, sarebbe subentrata la terza classificata della Serie A ed eventualmente la quarta classificata.
| Squadre  | Qualificazione                               | Partecipazioni precedenti (il grassetto indica la vittoria)                                               |
| -------- | -------------------------------------------- | --- |
| Inter    | Vincitrice della Serie A 2023-2024           | 12 (1989, 2000, 2005, 2006, 2007, 2008, 2009, 2010, 2011, 2021, 2022, 2023)                               |
| Juventus | Vincitrice della Coppa Italia 2023-2024      | 17 (1990, 1995, 1997, 1998, 2002, 2003, 2005, 2012, 2013, 2014, 2015, 2016, 2017, 2018, 2019, 2020, 2021) |
| Milan    | Secondo classificato della Serie A 2023-2024 | 12 (1988, 1992, 1993, 1994, 1996, 1999, 2003, 2004, 2011, 2016, 2018, 2022)                               |
| Atalanta | Finalista della Coppa Italia 2023-2024       | Nessuna                                                                                                   |

## Formato
La competizione prevede la disputa di tre gare, due semifinali e la finale per l'assegnazione del titolo. Se al termine dei 90 minuti dei tempi regolamentari il risultato è di parità, non è prevista la disputa dei tempi supplementari, ma si procede direttamente a far battere i tiri di rigore. La prima semifinale vede affrontarsi la vincitrice della Serie A e la finalista della Coppa Italia, mentre la seconda semifinale vede affrontarsi la vincitrice della Coppa Italia e la seconda classificata del campionato. La finale mette di fronte le vincitrici delle due semifinali.

## Tabellone
|  | Semifinali | Semifinali | Semifinali |       |       | Finale | Finale | Finale |  |
|  |            |            |            |       |       |        |        |        |  |
|  | Inter      | Inter      | 2          |       |       |        |        |        |  |
|  | Inter      | Inter      | 2          |       |       |        |        |        |  |
|  | Atalanta   | Atalanta   | 0          |       |       |        |        |        |  |
|  | Atalanta   | Atalanta   | 0          |       | Inter | Inter  | 2      |        |  |
|  |            |            |            |       | Inter | Inter  | 2      |        |  |
|  |            |            | Milan      | Milan | 3     |        |        |        |  |
|  | Juventus   | Juventus   | Milan      | Milan | 3     | 1      |        |        |  |
|  | Juventus   | Juventus   |            |       |       |        |        |        |  |
|  | Milan      | Milan      | 2          |       |       |        |        |        |  |

### Semifinali
| Arbitro: | Chiffi (Padova) |

|                   |           |  |
| Dumfries 49’, 61’ | Marcatori |  |

| Arbitro: | Colombo (Como) |

|            |           |                                     |
| Yıldız 21’ | Marcatori | 71’ (rig.) Pulisic 75’ (aut.) Gatti |

### Finale

#### La partita
Allo stadio dell'Università Re Sa'ud di Riad si incontrano, in un derby della Madonnina, Inter e Milan per la terza volta insieme nella storia in finale di Supercoppa italiana. Un lancio di Bastoni al 5º minuto pesca Martínez tra le linee difensive del Milan, e da solo davanti a Maignan trova la pronta chiusura in scivolata di Thiaw. Al 12º Pulisic imbuca per Reijnders che prova il tiro da posizione defilata, cogliendo solo però l’esterno della rete. Il Milan al 14º minuto trova la sua più grande occasione del primo tempo: Fofana imbuca per Reijnders al limite dell'area; a seguito di un paio di dribbling in area interista, tuttavia, il tentativo dell'olandese sfiora il palo della porta di Sommer. Al 22º minuto una cavalcata di Taremi termina al limite dell'area milanista, dove l'iraniano appoggia per Dimarco: il suo sinistro potente e in corsa è deviato da una grande parata di Maignan, che si rifugia in angolo. I nerazzurri, nei minuti di recupero del primo tempo, passano in vantaggio. Una ripartenza dell'Inter trova impreparato il Milan: Mxit'aryan finta il tiro dal limite dell'area e poi appoggia per Martínez: l'argentino, appostato nell'area piccola del Milan, disorienta Thiaw con una finta di tiro, rientra sul sinistro e scarica una tiro potente sul primo palo.
L'Inter al 47º minuto raddoppia. De Vrij lancia in profondità per Taremi, lasciato solo davanti a Maignan: dopo un grande controllo di palla, l'iraniano batte il portiere francese con freddezza. La reazione del Milan non si fa attendere troppo: al 51º un'accelerazione di Leão da poco entrato termina a pochi metri dall'area di rigore, poiché il portoghese è steso da Barella; della battuta della punizione si incarica Hernández, che con un sinistro a giro sul palo di Sommer e sigla l'1-2. Il Milan continua a premere alla ricerca del pareggio: al 60º un cross di Fofana trova la sponda di testa di Hernández, che appoggia in mezzo all'area per Pulisic, ma la girata di testa dello statunitense è però troppo debole e bloccata da Sommer. Già un minuto dopo Tomori lancia Leão, la cui sgasata culmina in un cross rasoterra al centro: il tiro in scivolata di Reijinders è però deviato da Bastoni, negando la gioia del gol all'olandese. Al 64º Fofana appoggia per Emerson, il quale imbuca per Pulisic, che trova il fondo e crossa sul secondo palo per Morata, che di testa trova l'opposizione di Sommer. L'Inter prova a riscuotersi e a tornare in attacco: al 70º Taremi, servito tra le linee da Bisseck, pesca Martínez, che appoggia per Dumfries, il cui cross sul secondo palo è impattato con la coscia dal subentrato Carlos Augusto, ma il pallone sbatte contro il palo e termina tra le braccia di Maignan; anche grazie all'aiuto della tecnologia di porta, l'arbitro non convalida la rete. All'80º minuto il Milan trova il gol del pari: Leão serve sulla fascia Hernández, che crossa rasoterra, Pulisic aggancia il cross, si gira e spedisce il pallone nella porta di Sommer. L'Inter all'86º prova con le ultime forze a tornare in vantaggio: Martínez pesca Frattesi tra le linee, ma quest'ultimo è anticipato da Thiaw, poi la palla finisce dalle parti di Dumfries, che calcia forte di prima intenzione, trovando la grande opposizione di Maignan in uscita. La partita si avvia ormai ai tiri di rigore quando il Milan trova il gol del vantaggio al 93º: Pulisic vede il taglio di Leão in area di rigore, il portoghese appoggia davanti alla porta per Abraham che da subentrato mette in rete. La difesa del Milan riesce a contenere efficacemente gli ultimi tentativi interisti e la partita si conclude con la vittoria per i rossoneri.

#### Tabellino
| Arbitro: | Sozza (Seregno) |

|                              |           |                                         |
| L. Martínez 45+1’ Taremi 47’ | Marcatori | 52’ Hernández 80’ Pulisic 90+3’ Abraham |

| Inter | Milan |

| P               | 1  | Yann Sommer           |     |     |
| D               | 31 | Yann Aurel Bisseck    |     |     |
| D               | 6  | Stefan de Vrij        |     | 84’ |
| D               | 95 | Alessandro Bastoni    | 89’ |     |
| C               | 20 | Hakan Çalhanoğlu      |     | 35’ |
| C               | 23 | Nicolò Barella        | 72’ | 84’ |
| C               | 22 | Henrix Mxit'aryan     | 51’ | 65’ |
| C               | 2  | Denzel Dumfries       | 54’ |     |
| C               | 32 | Federico Dimarco      |     | 66’ |
| A               | 99 | Mehdi Taremi          |     |     |
| A               | 10 | Lautaro Martínez      |     |     |
| A disposizione: |    |                       |     |     |
| P               | 13 | Josep Martínez        |     |     |
| P               | 40 | Alessandro Calligaris |     |     |
| D               | 30 | Carlos Augusto        |     | 66’ |
| D               | 36 | Matteo Darmian        |     | 84’ |
| D               | 42 | Tomás Palacios        |     |     |
| D               | 50 | Mike Aidoo            |     |     |
| D               | 51 | Christos Alexiou      |     |     |
| C               | 7  | Piotr Zieliński       |     | 65’ |
| C               | 16 | Davide Frattesi       |     | 84’ |
| C               | 17 | Tajon Buchanan        |     |     |
| C               | 21 | Kristjan Asllani      |     | 35’ |
| C               | 52 | Thomas Berenbruch     |     |     |
| A               | 8  | Marko Arnautović      |     |     |
| A               | 9  | Marcus Thuram         |     |     |
| A               | 11 | Joaquín Correa        |     |     |
| Allenatore:     |    |                       |     |     |
| Simone Inzaghi  |    |                       |     |     |

| P                | 16 | Mike Maignan        |     |     |
| D                | 22 | Emerson Royal       |     | 87’ |
| D                | 23 | Fikayo Tomori       | 57’ |     |
| D                | 28 | Malick Thiaw        |     |     |
| D                | 19 | Theo Hernández      |     |     |
| C                | 80 | Yunus Musah         |     | 77’ |
| C                | 29 | Youssouf Fofana     |     |     |
| C                | 14 | Tijjani Reijnders   |     | 77’ |
| A                | 20 | Álex Jiménez        |     | 50’ |
| A                | 7  | Álvaro Morata       |     |     |
| A                | 11 | Christian Pulisic   |     |     |
| A disposizione:  |    |                     |     |     |
| P                | 57 | Marco Sportiello    |     |     |
| D                | 2  | Davide Calabria     |     | 87’ |
| D                | 31 | Strahinja Pavlović  |     |     |
| D                | 33 | Davide Bartesaghi   |     |     |
| D                | 46 | Matteo Gabbia       |     |     |
| C                | 4  | Ismaël Bennacer     |     |     |
| C                | 8  | Ruben Loftus-Cheek  |     | 77’ |
| C                | 18 | Kevin Zeroli        |     |     |
| C                | 42 | Filippo Terracciano |     |     |
| C                | 55 | Silvano Vos         |     |     |
| A                | 9  | Luka Jović          |     |     |
| A                | 10 | Rafael Leão         |     | 50’ |
| A                | 70 | Chaka Traorè        |     |     |
| A                | 73 | Francesco Camarda   |     |     |
| A                | 90 | Tammy Abraham       |     | 77’ |
| Allenatore:      |    |                     |     |     |
| Sérgio Conceição |    |                     |     |     |

| Assistenti arbitrali: Ciro Carbone (Napoli) Alberto Tegoni (Milano) Quarto ufficiale: Michael Fabbri (Ravenna) VAR: Valerio Marini (Roma 1) Assistente al VAR: Daniele Doveri (Roma 1) Assistente di riserva: Giuseppe Perrotti (Campobasso) | Regole dell'incontro: - due tempi regolamentari da 45 minuti ciascuno; - tiri di rigore in caso di parità; inizialmente cinque per squadra, e a oltranza fino a spareggio in caso di ulteriore parità; - numero massimo di 26 giocatori per squadra a referto (11 in campo e 15 come potenziali sostituti); - cinque sostituzioni permesse. |